# 武イリヤ
武 イリヤ（たけ いりや、2001年3月23日 - ）は、日本の女優、モデル。
千葉県出身。TRUSTAR所属。

## 来歴
2001年ハワイにて生まれる。2017年新人にして映画「サムライせんせい」のヒロインに抜擢。本格的に芸能活動を始める。
2019年公開の短編映画「リっちゃん、健ちゃんの夏。」では映画初主演を務める。
その後、2020年からはモデルとしても活動の幅を広げ、CMや雑誌などに出演している。

## 人物・エピソード
特技は乗馬。鞍数は約100。趣味はカラオケ。
尊敬する俳優は中条あやみ。

## 出演

### テレビドラマ
- 土曜ワイド劇場「終着駅の牛尾刑事VS事件記者・冴子」（2017年1月7日、テレビ朝日）
- &美少女 NEXT GIRL meets Tokyo　第2話（2017年4月27日、フジテレビ、FOD）- 玲奈役
- リバース　第7話（2017年4月27日、TBSテレビ)
- 刑事7人　第7話（2018年8月22日、テレビ朝日）

### 映画
- リっちゃん、健ちゃんの夏。（2019年） -主演・リっちゃん
- サムライせんせい（2018年11月16日、ピーズ・インターナショナル）-ヒロイン・サチコ
- SUNNY 強い気持ち・強い愛（2018年8月31日、東宝）-千春役
- 君が落とした青空（2022年2月18日、ハピネットファントム・スタジオ）- 葵学院高等学校の生徒 役
- 終末の探偵（2022年12月16日、井川広太郎監督） - ガルシア・ミチコ 役

### バラエティ
- いただきハイジャンプ （フジテレビ）

### CM
- イソジン® クリアうがい薬（2020年-）
- 日本マクドナルド「モバコ」（2020年-）
- ららぽーと 公式通販サイト&mall（2020年-）
- スタディサプリ 大学受験講座2021年CM『国公立対策篇』（2021年-）
- FUJIFILM 「ましかくチェキとお出かけ篇」
- サントリー デカビタC「全力告白篇」
- 資生堂 ANESSA 日焼け止め「ユニバーサル篇｣
- モンスターストライク「まだ帰りたくない篇」
- イオン ゆかた2024

### 広告
- カネボウ「KATEMASK」（2020年-）
- カネボウ「KATEペンシル＆パウダーアイブロウ」（2020年-）
- クラシエ 「プロスタイル」（2020年-）
- Hoyu「NINE」WebCM（2020年-）
- EPSON「dreamio」WebCM（2020年-）
- アルビオン「IGNISio」（2021年-）
- カネボウ「パーツリサイズシャドウ」（2021年-）
- 白猫プロジェクト「グラウンド篇」WEBムービー
- 白猫プロジェクト「告白篇」WEBムービー
- モンスターストライク「まだ帰りたくない篇」

### 雑誌
- 集英社 SPUR（2021年3月号）
- 集英社 MAQUIA（2021年5月号）
- ブティック社 ネイルUP！（2021年5月号）
- 光文社 bis(2021年7月号）

### ミュージック・ビデオ
- SHE'S「One」（2020年7月1日）
- 古川慎「切嵌とfairytale」（2020年12月23日）
- Vaundy「しわあわせ」（2021年4月9日）
- KEIJU「I Get Lonely」（2022年3月16日）
- 10-FEET「Re方程式」（2023年10月20日）
- Saucy Dog 「そんだけ」（2023年10月29日）
- Uru「春 ～Destiny～」（2025年3月18日）[2]

### ファッション
- LAGUA GEM
- merry jenny
- JILL by JILLSTUART
- ミリオンカラッツ
- ハニーズ
- GU
- Nissen